# Hadsund Sogn

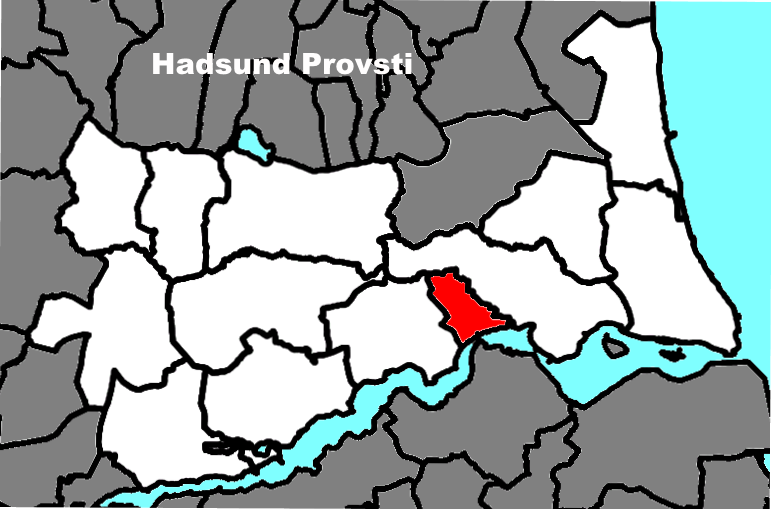
Hadsund Sogns Lage in Hadsund Provsti.

Hadsund Sogn  ist eine ehemalige Kirchspielsgemeinde (dän.: Sogn) im Osten der jütischen Halbinsel Himmerland und hatte zuletzt 4.778 Einwohner (Stand: 1. Januar 2016). Am 1. Januar 2016 ist die Gemeinde im Vive-Hadsund Sogn aufgegangen.

## Lage
Die Gemeinde Hadsund liegt im Norden Dänemarks in der Mariagerfjord Kommune. Bis zur Kommunalreform von 1970 gehörte es zur Harde Hindsted Herred im Ålborg Amt, danach zur Hadsund Kommune im Nordjyllands Amt.

### Weitere Wohnplätze
Im Gebiet der Hadsund Sogn liegen folgende Wohnplätze:
- Hadsund (Ortschaft, Kirchort)
- Hadsund Huse (Ortschaft)
- Søndergårde (Ortschaft)
- Visborg Skovmark (Ortschaft)

## Sehenswürdigkeiten
- Die Hadsund Kirke (Hadsund Kirche) gehört zum Bistum Aalborg. Sie wurde 1897/98 nach Plänen des Architekten Claudius August Wiinholt aus Viborg gebaut und am 14. August 1898 eingeweiht. Das täglich zu hörende Glockenspiel wurde am 19. Januar 1992 eingeweiht und besteht aus 26 Glocken.[2]